# Mifflintown
Mifflintown é um distrito localizado no estado norte-americano de Pensilvânia, no Condado de Juniata.

## Demografia
Segundo o censo norte-americano de 2000, a sua população era de 861 habitantes.
Em 2006, foi estimada uma população de 842, um decréscimo de 19 (-2.2%).

## Geografia
De acordo com o United States Census Bureau tem uma área de
0,4 km², dos quais 0,4 km² cobertos por terra e 0,0 km² cobertos por água. Mifflintown localiza-se a aproximadamente 139 m acima do nível do mar.

## Localidades na vizinhança
O diagrama seguinte representa as localidades num raio de 16 km ao redor de Mifflintown.